# Łapalice
Łapalice, dodatkowa nazwa w języku kaszubskim Łapalëce, (niem. Lappalitz) – wieś kaszubska w Polsce, położona w województwie pomorskim, w powiecie kartuskim, w gminie Kartuzy, 
Wieś położona nad Jeziorem Łapalickim, w pobliżu wzniesienia Chochowatka (215,1 m n.p.m.), niedaleko Chmielna na terenie Kaszubskiego Parku Krajobrazowego. Przez Łapalice przebiega droga wojewódzka nr 211.
W obszar wsi wchodzi:
| Integralne części wsi Łapalice | Integralne części wsi Łapalice | Integralne części wsi Łapalice |
| SIMC                           | Nazwa                          | Rodzaj                         |
| ------------------------------ | ------------------------------ | ------------------------------ |
| 0163535                        | Kozłowy Staw                   | część wsi                      |

## Nazwa miejscowości
Wieś po raz pierwszy wzmiankowana w czasach krzyżackich, w roku 1348, jako Lapalicz. Wszystkie kolejne zapisy są podobne i potwierdzają dzisiejszą formę nazwy Łapalice. Jest to nazwa patronimiczna i określa potomków założyciela bądź właściciela osady, który zwał się Łapała. Przezwisko to zostało utworzone od czasownika łapać poprzez dodanie przyrostka     -ała. Niemiecka, urzędowa do 1920 r., nazwa wsi Lappalitz stanowiła tylko fonetyczne dostosowanie nazwy do własnego systemu językowego.
W czasie II wojny światowej Niemcy zastąpili dotychczasową, wyżej wspomnianą pruską nazwę miejscowości, całkowicie sztuczną i ahistoryczną Garchendorf.

## Historia miejscowości
Dawna wieś królewska w starostwie mirachowskim w województwie pomorskim w II połowie XVI wieku.  
W roku 1773 dzierżawcą Łapalic był Zisska, mieszkali tu też chałupnicy: Wojtek Richert, Jakub Okrój, Jan Formella, Marcin Richert, bracia Młyńscy, Michał Grabowski, owczarz Chrystian Kmin i karczmarz Witek Okrój.
Około 1880 roku największymi posiadaczami  byli: Wilhelm Lehman 221 ha ziemi i 166 ha jeziora , Paweł Ropell 250 ha ziemi i 9 ha wody oraz Necel 194 ha ziemi. We wsi funkcjonowały 2 cegielnie i karczma.
Na koniec roku 1892 wieś liczyła 268 mieszkańców (205 Kaszubów katolików i 63 Niemców ewangelików)
W latach 1945–1975 miejscowość administracyjnie należała do tzw. dużego województwa gdańskiego, a w latach 1975-1998 do tzw. małego województwa gdańskiego.

## Zamek
Wieś jest znana z powodu rozpoczętej w 1979 roku budowy zamku, należącego do gdańskiego rzeźbiarza Piotra Kazimierczaka. Z powodu braku środków właściciel nie ukończył budowy. 
Prace budowlane rozpoczęto na podstawie pozwolenia na budowę domu jednorodzinnego z pracownią. Jednak ostatecznie ceglany obiekt ze 170 m² urósł do 5-6 tys. m² i zaczął przypominać renesansową rezydencję, zyskując miano największej samowoli budowlanej na Kaszubach. Budowlę prowadzono bez projektu, a w trakcie realizacji wzbogacono o wieże, kaplicę, basen czy nieckę jeziora. Budowa została wstrzymana z powodu wstrzymania dostaw prądu przez zakład energetyczny, a następnie uszkodzenia przez powódź w 2001 firmy meblarskiej Kazimierczaka, będącej źródłem finansowania inwestycji. Do tego dołożyły się problemy z wypłacalnością, wierzycielami i nadzorem budowlanym.
W 2006 roku powiatowy inspektor nadzoru budowlanego w Kartuzach nakazał rozbiórkę budowli, ponieważ inwestor nie przedstawił nowej dokumentacji projektowej, natomiast ta, na podstawie której uzyskano pozwolenie na budowę, różniła się od tego, co powstało. Zamku jednak nie zburzono. W 2013 roku wydano decyzję o zaniechaniu dalszych robót na zamku w Łapalicach. Nigdy niedokończony obiekt ma 12 wież, cztery skrzydła, 365 okien, miejsce na basen i fontannę.